# Friedrich Krosta
Friedrich Krosta (* 16. November 1839 in Sensburg, Provinz Ostpreußen; † 4. Februar 1914 in Berlin) war ein deutscher Gymnasiallehrer.

## Leben
Der Masure Krosta studierte Philologie an der Albertus-Universität Königsberg. Im Sommersemester 1858 wurde er im Corps Baltia Königsberg aktiv. 1862 wurde er in Königsberg zum Dr. phil. promoviert. Nachdem er das Examen pro facultate docendi bestanden und das Probejahr absolviert hatte, wurde er Oberlehrer am Löbenichtschen Realgymnasium. 1869 wechselte er an das Kneiphöfische Gymnasium. Am 10. März 1882 wurde er Stadtschulrat in Stettin. Mit dem Roten Adlerorden 4. Klasse ausgezeichnet, verlebte er den Ruhestand in Friedenau. Otto Krosta war ein jüngerer Bruder.

## Veröffentlichungen
- Das städtische Archiv zu Rastenburg und die erste bisher ungedruckte Handfeste der Stadt Rastenburg vom Jahre 1357. Altpreußische Monatsschrift, Bd. 3, Königsberg 1866, S. 81
- Wilhelm von Modena als Legat von Preussen. Ein Beitrag zur ältesten preussischen Kirchengeschichte. Königsberg 1867.
- Mythologie und Geschichte des Alterthums = Bd. 1 von Hilfsbuch für den Unterricht in der Geschichte der höheren Töchterschulen. Königsberg 1870. GoogleBooks
- Die moderne Zeit. Königsberg 1870. GoogleBooks
- Das Mittelalter nebst einem Anhange. Die preußisch-brandenburgische Geschichte bis 1618. Königsberg 1870
- Land und Volk in Masuren. Ein Beitrag zur Geographie Preussens, 2 Teile. 1875. GoogleBooks
- mit Eduard Heinel: Heinel's gedrängte Uebersicht der Vaterländischen Geschichte. Bertelsmann 1878. GoogleBooks
- Wein, Weib und Gesang. Eine Anthologie der antiken Lyrik mit deutscher Umdichtung und Nachdichtung. Saunier 1913. GoogleBooks